# Capnia sidimiensis
Capnia sidimiensis är en bäcksländeart som beskrevs av Zhiltzova 1979. Capnia sidimiensis ingår i släktet Capnia och familjen småbäcksländor. Inga underarter finns listade i Catalogue of Life.